# Öcher Bend

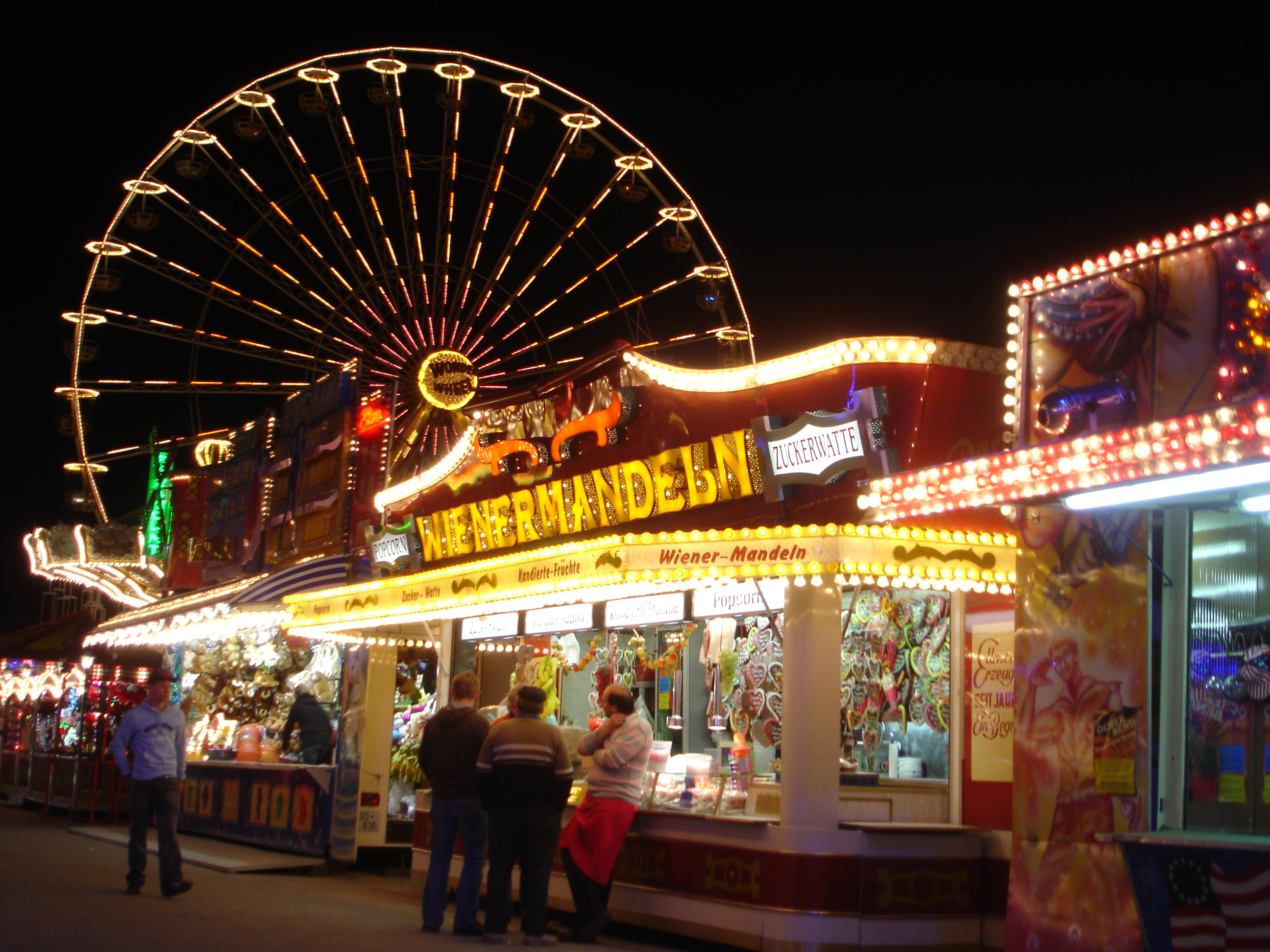
Das Riesenrad und beleuchtete Marktbuden

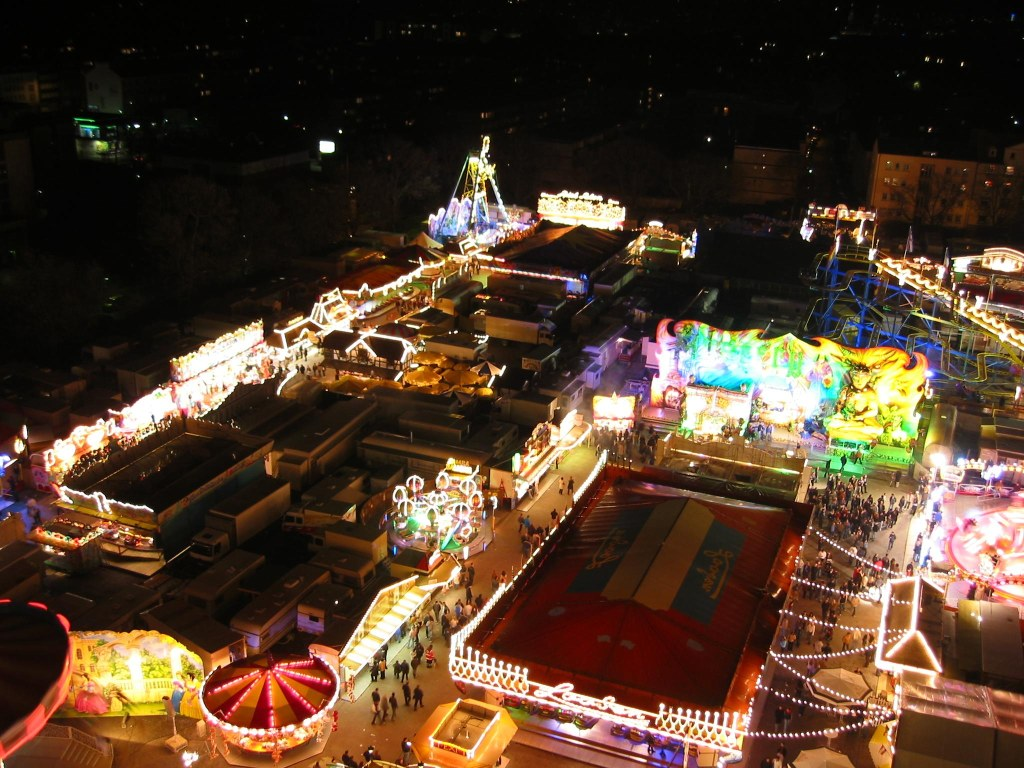
Blick vom Riesenrad auf den Bendplatz

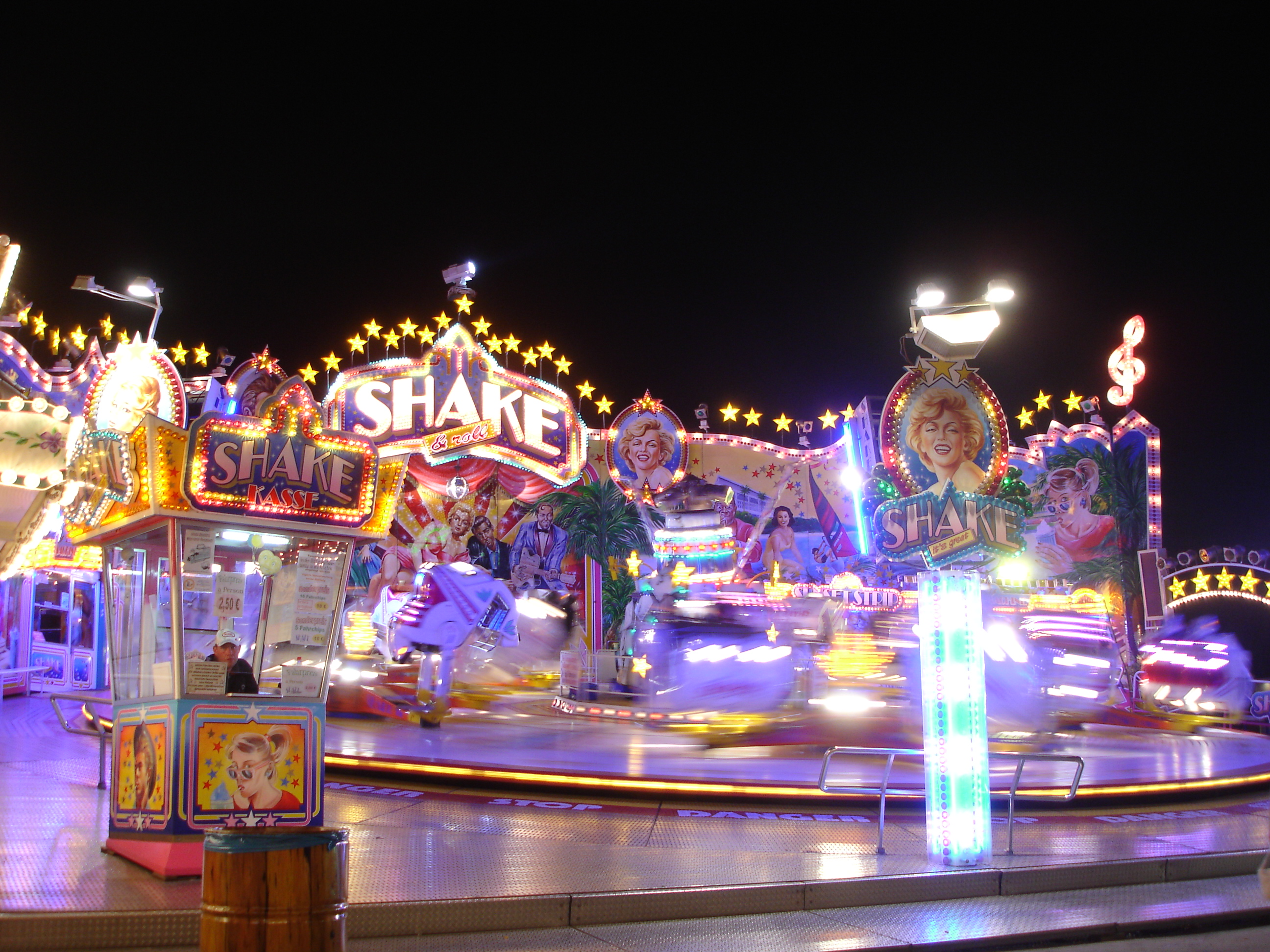
Das Fahrgeschäft „Shake“ in Betrieb

Öcher Bend ist der Name des auf dem Aachener Bendplatz stattfindenden Volksfests (man spricht auch von Kirmes oder Rummelplatz).
Der Bend findet zweimal jährlich auf dem gut 31.000 m² großen Platz statt, einmal als „Osterbend“ und später im Jahr als „Sommerbend“. Bei den Attraktionen ist von rasanten Fahrgeschäften bis zu Kinderfahrgeschäften alles vertreten. Dazu gibt es viele Gastronomieangebote, Spielbuden etc. Den Abschluss des Bends bildet jeweils ein großes Feuerwerk, das immer in den Abendstunden des letzten Bend-Tages (schon seit langem montags) stattfindet.

## Name
Die Bezeichnung Öcher kommt vom Stadtnamen Oche  (Aachen)  im örtlichen Dialekt, während Bend im Dialekt die Bezeichnung für eine große Wiese ist.
Die umgangssprachliche Aachener Redewendung „Dann ess evver der Bend op“ (Dann ist aber der Bend offen) bezieht sich  auf ebendiese Veranstaltung und bedeutet so viel wie „Dann ist aber was los“ oder „Dann gibt es Saures“. Mit diesem Ausspruch bringt der Sprecher zum Ausdruck, dass, sofern eine bestimmte von ihm missbilligte Situation eintritt, er die Verantwortlichen zur Rede zu stellen und sie die Konsequenzen ihres Tuns spüren zu lassen beabsichtigt.

## Geschichte
Der Bend wurde im Jahr 1413 zum ersten Mal erwähnt und hat seinen Ursprung nicht auf dem heutigen Bendplatz, sondern auf wechselnden Plätzen. Damals lag der Bend hinter dem „Cöllerporzen“, dem späteren Kölnmitteltor, und dem „Gashuys“, dem alten Sankt Martinsspital an der heutigen Alexanderstraße. Dort fand der Bend sechzig Jahre lang statt. Als im 17. Jahrhundert an dieser Stelle eine neue Kurpromenade angelegt wurde, zog man mit „Buden“, „Sensationen und Attraktionen“ zum Seilgraben, dem Bergdriesch und dem Pontdriesch um. Im Jahr 1885 zog der Bend wieder um. Zuerst zum „Panneschopp“ an der Stolberger Straße, später zum Blücherplatz, dann zum Kapellenplatz in Burtscheid. Erst 1927 fand der erste Bend auf dem Bendplatz statt.
Seit dem Osterbend 2008 wird der Bend nicht mehr von der Stadt, sondern vom Eurogress organisiert, was sich u. a. in einer veränderten Anordnung der Attraktionen auf dem Festplatz äußert.
Nachdem schon seit 2017 eine Verkleinerung des Bendplatzes kontrovers diskutiert worden war, damit der Süßwarenhersteller Lindt & Sprüngli seine benachbarte Fabrik erweitern könne, wurde im Februar 2020 verlautbart, dass fast 9.000 Quadratmeter des bisher knapp 40.000 Quadratmeter großen Bendplatzes an Lindt & Sprüngli verkauft wurden. Da die effektive Nutzfläche nur gut 30.000 Quadratmeter groß war, verkleinerte sich der Bend um fast ein Drittel, was bereits den Osterbend des Jahres 2020 betraf. Entsprechend reduzierte sich die Frontlänge der Fahr- und Laufgeschäfte, Spielgeschäfte und Gastronomie-Einrichtungen von bisher 1.600 Frontmeter auf nun 1120 Frontmeter, was ebenfalls einer Reduktion um fast ein Drittel entspricht. Die Aachener Grünen sahen die Pläne zwar kritisch, da sie andere Alternativen für eine Fabrik-Erweiterung nutzen wollten, konnten sich jedoch nicht durchsetzen, da Lindt & Sprüngli mit dem Abzug von über 3.000 Arbeitsplätzen vom Standort Aachen drohte. Geschäftsführer Adalbert Lechner sagte dazu der Aachener Zeitung, dass sich „die Lindt-Gruppe nach Alternativen umschauen“ müsse, falls die Forderungen nicht umgesetzt werden sollten.

## Weitere Nutzung des Platzes
Das Gelände wird seit 2008 durch das Eurogress Aachen verwaltet und wird neben dem Jahrmarkt während des Jahres u. a. für die folgenden Großveranstaltungen genutzt:
- Circus-Gastspiele
- EUREGIO-Wirtschaftsschau, 1987–2013, ab 2014 auf dem Gelände des CHIO Aachen[5]
- bonding Firmenkontaktmesse
- Zum Aachener Weihnachtsmarkt dient der Platz als Reisebusparkplatz „Am Bendplatz“ mit Busshuttle zur Innenstadt (Neupforte)[6]